# SŽ 310 sorozat
A SŽ 310 egy elektromos billenőszekrényes nagysebességű motorvonat, melynek maximális sebessége 200 km/h. Áramneme 3000 V-os egyenáram. Hasonló az olaszországi Pendolinóhoz vagy a svájci Cisalpinóhoz. A vonat az olasz ETR 460 sorozat egy változata. Ez az egyik a két nagysebességű vonat közül, amely Közép-Európában üzemel – a másik a csehországi Pendolino.

## Műszaki jellemzése
A vonat 3 részből áll: két másod osztályú és egy első osztályú kocsiból. Továbbá felszerelték még mozgássérültek számára kialakított bejárattal, telefonnal és egy snack bárral. A dohányzószakasz az egyik másodosztályú kocsiban van kijelölve, a többi nemdohányzó. Maximális sebessége csak 140 km/h Ljubljana-Zalog és Ljubljana-Polje állomás között.
A Slovenske železnice három szerelvényt üzemeltet, amelyekből kettő a (Koper-)Ljubljana-Maribor vonalon közlekedik, és egy a Ljubljana-Velence Santa Lucia útvonalon (mint EC Casanova).

## InterCitySlovenija
Az InterCitySlovenija (ICS) egy prémium vonatkategória Szlovéniában, üzemeltetője a Slovenske železnice. Rendszerint a vonat egy SZ 310 szerelvény. Az ICS Szlovénia fontosabb városai között teremt gyors összeköttetést: Koper (csak nyáron), Ljubljana, Zidani Most, Celje és Maribor.